# De Oude Meerdijk
El De Oude Meerdijk és un estadi de futbol a Emmen, Països Baixos. És el camp del FC Emmen. Té una capacitat de 8.600 espectadors.

## Història
De Oude Meerdijk, abans conegut com a Meerdijk Stadion (1977–2001), Univé Stadion (2001–2013) i JENS Vesting (2013-2017), és un estadi multiusos. Es troba al parc empresarial Meerdijk a Emmen, Països Baixos. Actualment s'utilitza principalment per a partits de futbol i és l'estadi local del FC Emmen. L'estadi té capacitat per a 8.600 persones i es va construir l'any 1977. Va ser totalment reformat l'any 2001.
El 2005, l'estadi va ser un dels estadis seu dels Campionats del Món de Futbol Juvenil.
El 2011, l'estadi va ser un dels estadis seu del Campionat del Món de futbol a 7 CPISRA 2011.

## Galeria

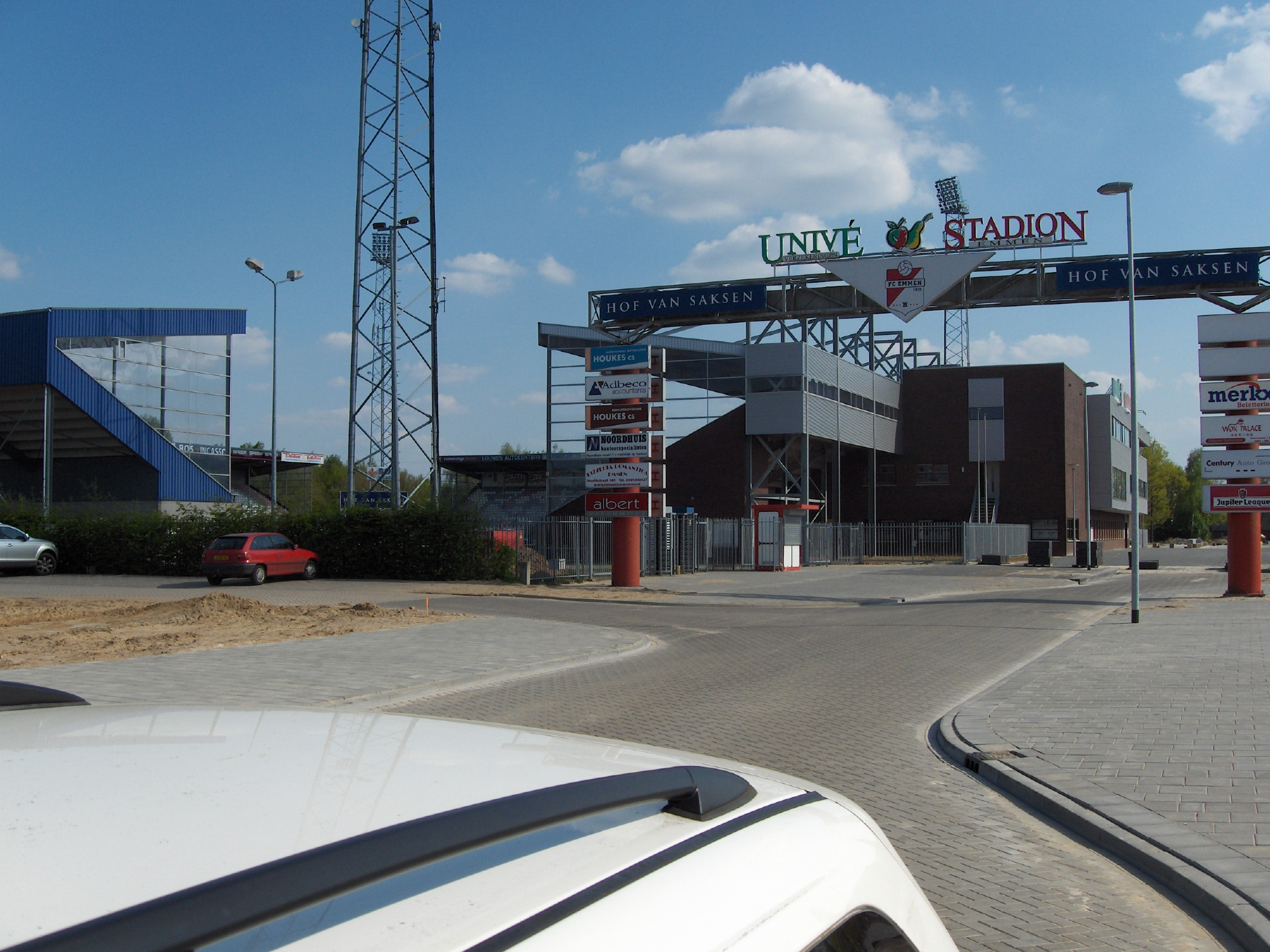
Entrada
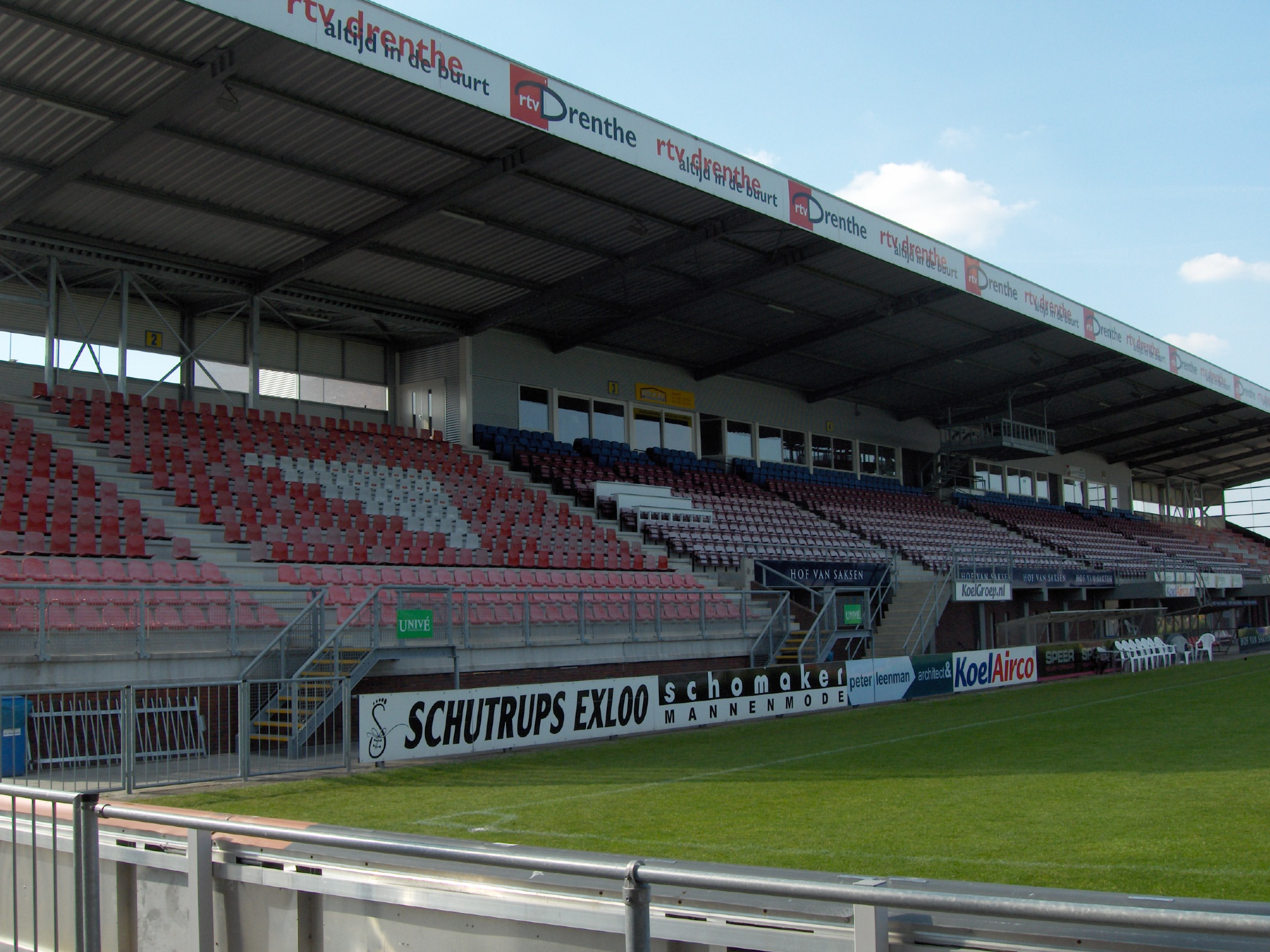
Grada principal
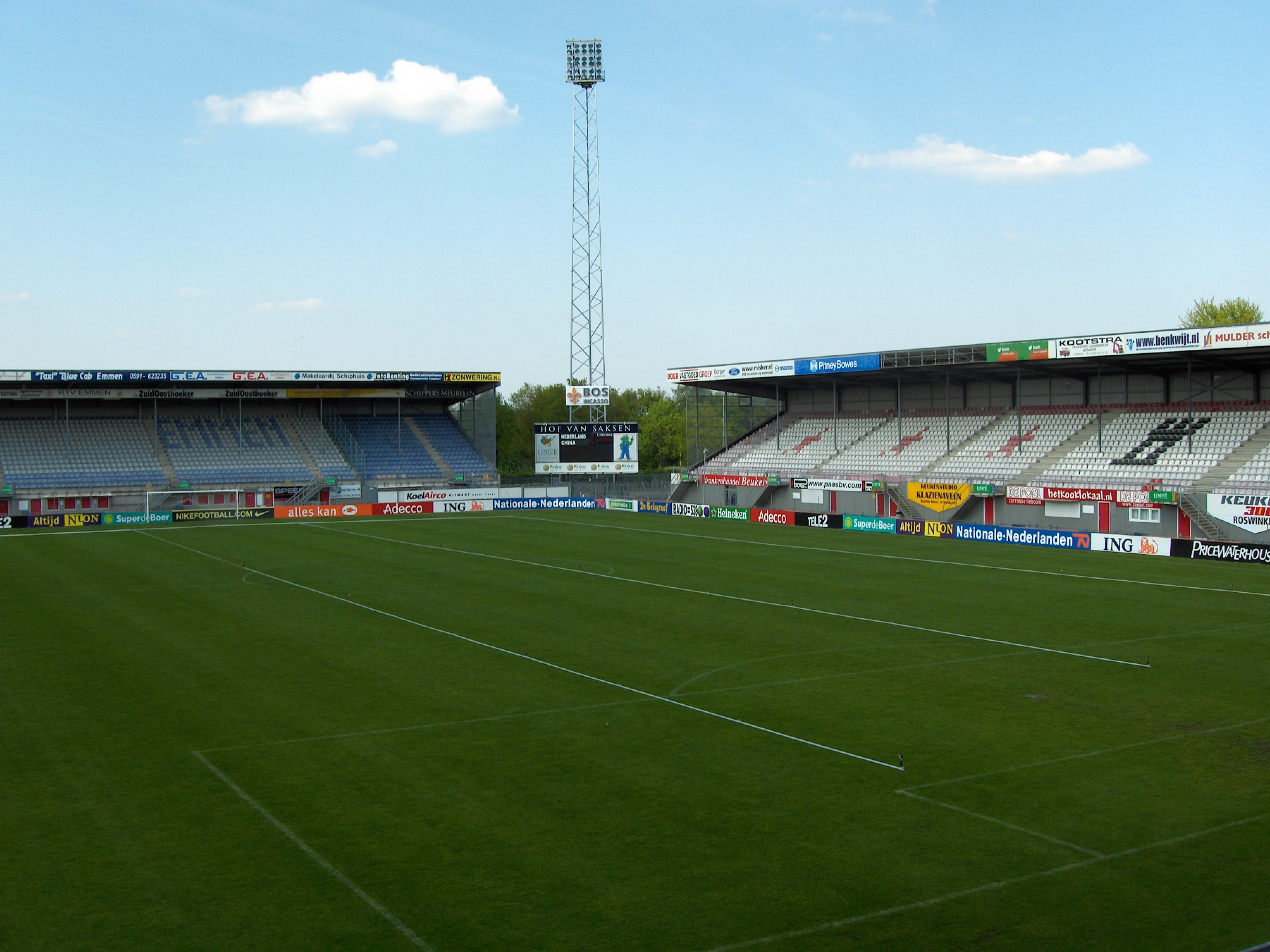
Grades nord i est
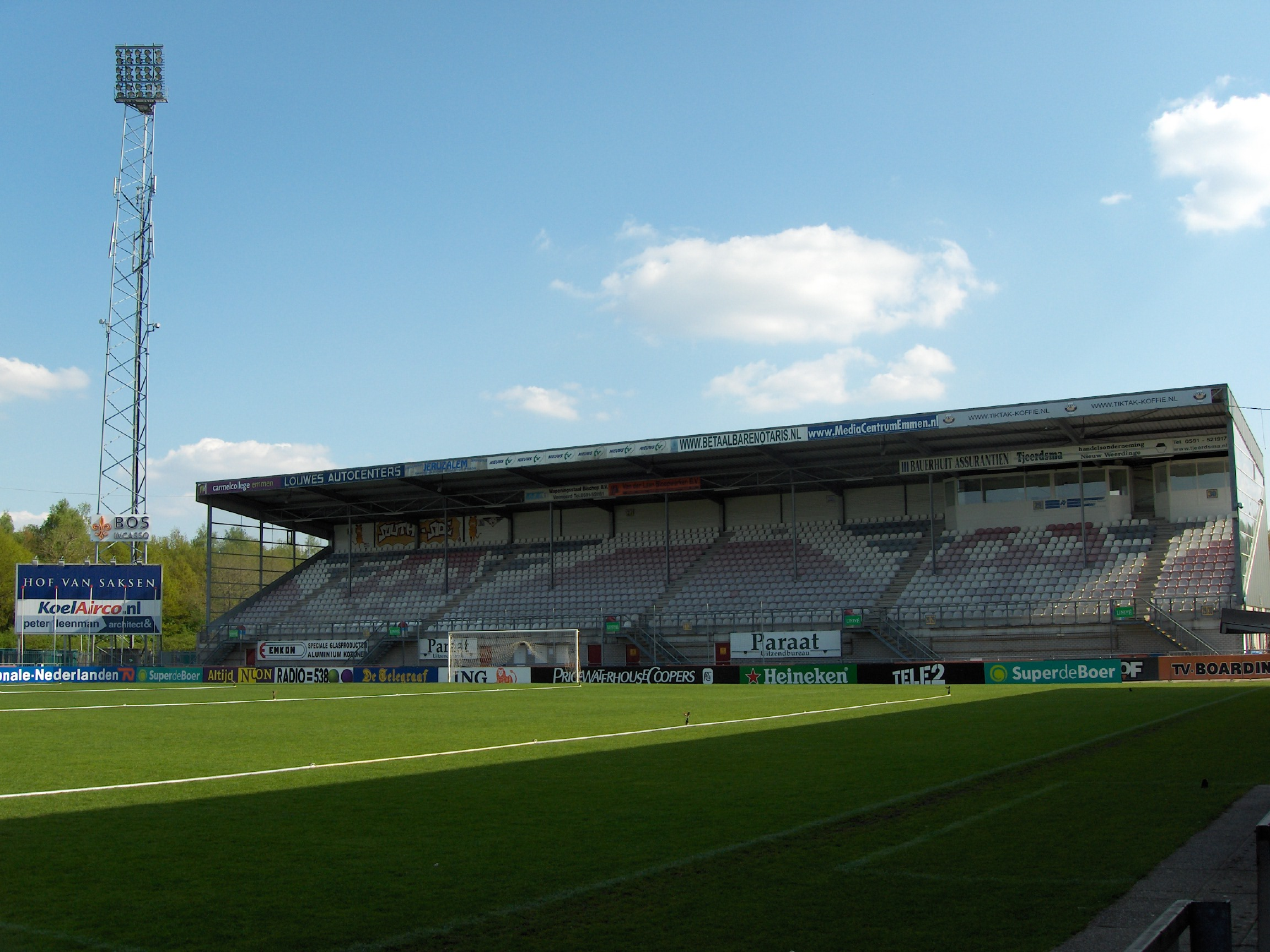
Grada sud